# Andrej Komac
Andrej Komac (San Pietro-Vertoiba, 4 dicembre 1979) è un allenatore di calcio ed ex calciatore sloveno, di ruolo centrocampista, tecnico delle formazioni giovanili del Gorica.

## Carriera

### Giocatore

#### Nazionale
Dopo avere militato nell'under-21 ha esordito della nazionale slovena il 18 agosto 2004 nell'amichevole pareggiata 1-1 contro la Serbia e Montenegro.
Successivamente è stato convocato per i Mondiali in Sudafrica nel 2010.

### Allenatore
Inizia la carriera da allenatore nel 2019 sulla panchina del Primorje, ruolo che mantiene fino alle dimissioni date nell'aprile 2021 dopo la sconfitta esterna contro il Brda.

## Palmarès

### Club

#### Competizioni nazionali
- Campionato sloveno: 2

Gorica: 2004-2005, 2005-2006

## Statistiche

### Cronologia presenze e reti in nazionale
| Cronologia completa delle presenze e delle reti in nazionale ― Slovenia | Cronologia completa delle presenze e delle reti in nazionale ― Slovenia | Cronologia completa delle presenze e delle reti in nazionale ― Slovenia | Cronologia completa delle presenze e delle reti in nazionale ― Slovenia | Cronologia completa delle presenze e delle reti in nazionale ― Slovenia | Cronologia completa delle presenze e delle reti in nazionale ― Slovenia | Cronologia completa delle presenze e delle reti in nazionale ― Slovenia | Cronologia completa delle presenze e delle reti in nazionale ― Slovenia |
| Data                                                                    | Città                                                                   | In casa                                                                 | Risultato                                                               | Ospiti                                                                  | Competizione                                                            | Reti                                                                    | Note                                                                    |
| ----------------------------------------------------------------------- | ----------------------------------------------------------------------- | ----------------------------------------------------------------------- | ----------------------------------------------------------------------- | ----------------------------------------------------------------------- | ----------------------------------------------------------------------- | ----------------------------------------------------------------------- | ----------------------------------------------------------------------- |
| 18-8-2004                                                               | Lubiana                                                                 | Slovenia                                                                | 1 – 1                                                                   | Serbia e Montenegro                                                     | Amichevole                                                              | -                                                                       | 71’                                                                     |
| 4-9-2004                                                                | Celje                                                                   | Slovenia                                                                | 3 – 0                                                                   | Moldavia                                                                | Qual. Mondiali 2006                                                     | -                                                                       | 74’                                                                     |
| 8-9-2004                                                                | Glasgow                                                                 | Scozia                                                                  | 0 – 0                                                                   | Slovenia                                                                | Qual. Mondiali 2006                                                     | -                                                                       |                                                                         |
| 9-10-2004                                                               | Celje                                                                   | Slovenia                                                                | 1 – 0                                                                   | Italia                                                                  | Qual. Mondiali 2006                                                     | -                                                                       |                                                                         |
| 13-10-2004                                                              | Oslo                                                                    | Norvegia                                                                | 3 – 0                                                                   | Slovenia                                                                | Qual. Mondiali 2006                                                     | -                                                                       | 66’                                                                     |
| 17-11-2004                                                              | Trnava                                                                  | Slovacchia                                                              | 0 – 0                                                                   | Slovenia                                                                | Amichevole                                                              | -                                                                       | 90+1’                                                                   |
| 9-2-2005                                                                | Celje                                                                   | Slovenia                                                                | 0 – 3                                                                   | Rep. Ceca                                                               | Amichevole                                                              | -                                                                       | 77’                                                                     |
| 26-3-2005                                                               | Celje                                                                   | Slovenia                                                                | 0 – 1                                                                   | Germania                                                                | Amichevole                                                              | -                                                                       | 74’                                                                     |
| 30-3-2005                                                               | Celje                                                                   | Slovenia                                                                | 1 – 1                                                                   | Bielorussia                                                             | Qual. Mondiali 2006                                                     | -                                                                       |                                                                         |
| 4-6-2005                                                                | Minsk                                                                   | Bielorussia                                                             | 1 – 1                                                                   | Slovenia                                                                | Qual. Mondiali 2006                                                     | -                                                                       | 84’ 89’                                                                 |
| 17-8-2005                                                               | Swansea                                                                 | Galles                                                                  | 0 – 0                                                                   | Slovenia                                                                | Amichevole                                                              | -                                                                       | 87’                                                                     |
| 3-9-2005                                                                | Celje                                                                   | Slovenia                                                                | 2 – 3                                                                   | Norvegia                                                                | Qual. Mondiali 2006                                                     | -                                                                       | 31’                                                                     |
| 8-10-2005                                                               | Palermo                                                                 | Italia                                                                  | 1 – 0                                                                   | Slovenia                                                                | Qual. Mondiali 2006                                                     | -                                                                       |                                                                         |
| 12-10-2005                                                              | Celje                                                                   | Slovenia                                                                | 0 – 3                                                                   | Scozia                                                                  | Qual. Mondiali 2006                                                     | -                                                                       |                                                                         |
| 28-2-2006                                                               | Larnaca                                                                 | Cipro                                                                   | 0 – 1                                                                   | Slovenia                                                                | Cyprus Tournament 2006                                                  | -                                                                       |                                                                         |
| 1-3-2006                                                                | Larnaca                                                                 | Romania                                                                 | 2 – 0                                                                   | Slovenia                                                                | Cyprus Tournament 2006                                                  | -                                                                       | 46’                                                                     |
| 31-5-2006                                                               | Celje                                                                   | Slovenia                                                                | 3 – 1                                                                   | Trinidad e Tobago                                                       | Amichevole                                                              | -                                                                       | 56’                                                                     |
| 4-6-2006                                                                | Bondoufle                                                               | Costa d'Avorio                                                          | 3 – 0                                                                   | Slovenia                                                                | Amichevole                                                              | -                                                                       | 46’ 57’                                                                 |
| 15-8-2006                                                               | Celje                                                                   | Slovenia                                                                | 1 – 1                                                                   | Israele                                                                 | Amichevole                                                              | -                                                                       | 46’                                                                     |
| 6-9-2006                                                                | Sofia                                                                   | Bulgaria                                                                | 3 – 0                                                                   | Slovenia                                                                | Qual. Euro 2008                                                         | -                                                                       |                                                                         |
| 7-10-2006                                                               | Celje                                                                   | Slovenia                                                                | 2 – 0                                                                   | Lussemburgo                                                             | Qual. Euro 2008                                                         | -                                                                       | 75’                                                                     |
| 11-10-2006                                                              | Minsk                                                                   | Bielorussia                                                             | 4 – 2                                                                   | Slovenia                                                                | Qual. Euro 2008                                                         | -                                                                       | 70’ 83’                                                                 |
| 7-2-2007                                                                | Domžale                                                                 | Slovenia                                                                | 1 – 0                                                                   | Estonia                                                                 | Amichevole                                                              | -                                                                       |                                                                         |
| 24-3-2007                                                               | Scutari                                                                 | Albania                                                                 | 0 – 0                                                                   | Slovenia                                                                | Qual. Euro 2008                                                         | -                                                                       | 90’                                                                     |
| 28-3-2007                                                               | Celje                                                                   | Slovenia                                                                | 0 – 1                                                                   | Paesi Bassi                                                             | Qual. Euro 2008                                                         | -                                                                       |                                                                         |
| 2-6-2007                                                                | Celje                                                                   | Slovenia                                                                | 1 – 2                                                                   | Romania                                                                 | Qual. Euro 2008                                                         | -                                                                       |                                                                         |
| 6-6-2007                                                                | Timișoara                                                               | Romania                                                                 | 2 – 0                                                                   | Slovenia                                                                | Qual. Euro 2008                                                         | -                                                                       |                                                                         |
| 8-9-2007                                                                | Lussemburgo                                                             | Lussemburgo                                                             | 0 – 3                                                                   | Slovenia                                                                | Qual. Euro 2008                                                         | -                                                                       | 64’                                                                     |
| 17-10-2007                                                              | Eindhoven                                                               | Paesi Bassi                                                             | 2 – 0                                                                   | Slovenia                                                                | Qual. Euro 2008                                                         | -                                                                       | 86’                                                                     |
| 21-11-2007                                                              | Celje                                                                   | Slovenia                                                                | 0 – 2                                                                   | Bulgaria                                                                | Qual. Euro 2008                                                         | -                                                                       | 56’ 75’                                                                 |
| 20-8-2008                                                               | Maribor                                                                 | Slovenia                                                                | 2 – 3                                                                   | Croazia                                                                 | Amichevole                                                              | -                                                                       | 72’                                                                     |
| 6-9-2008                                                                | Breslavia                                                               | Polonia                                                                 | 1 – 1                                                                   | Slovenia                                                                | Qual. Mondiali 2010                                                     | -                                                                       | 57’ 85’                                                                 |
| 10-9-2008                                                               | Maribor                                                                 | Slovenia                                                                | 2 – 1                                                                   | Slovacchia                                                              | Qual. Mondiali 2010                                                     | -                                                                       |                                                                         |
| 11-10-2008                                                              | Maribor                                                                 | Slovenia                                                                | 2 – 0                                                                   | Irlanda del Nord                                                        | Qual. Mondiali 2010                                                     | -                                                                       | 79’ 89’                                                                 |
| 19-11-2008                                                              | Maribor                                                                 | Slovenia                                                                | 3 – 4                                                                   | Bosnia ed Erzegovina                                                    | Amichevole                                                              | -                                                                       | 5’ 74’                                                                  |
| 11-2-2009                                                               | Genk                                                                    | Belgio                                                                  | 2 – 0                                                                   | Slovenia                                                                | Amichevole                                                              | -                                                                       | 46’                                                                     |
| 28-3-2009                                                               | Maribor                                                                 | Slovenia                                                                | 0 – 0                                                                   | Rep. Ceca                                                               | Qual. Mondiali 2010                                                     | -                                                                       | 84’                                                                     |
| 1-4-2009                                                                | Belfast                                                                 | Irlanda del Nord                                                        | 1 – 0                                                                   | Slovenia                                                                | Qual. Mondiali 2010                                                     | -                                                                       |                                                                         |
| 5-9-2009                                                                | Londra                                                                  | Inghilterra                                                             | 2 – 1                                                                   | Slovenia                                                                | Amichevole                                                              | -                                                                       | 65’                                                                     |
| 9-9-2009                                                                | Maribor                                                                 | Slovenia                                                                | 3 – 0                                                                   | Polonia                                                                 | Qual. Mondiali 2010                                                     | -                                                                       | 71’                                                                     |
| 4-6-2010                                                                | Maribor                                                                 | Slovenia                                                                | 3 – 1                                                                   | Nuova Zelanda                                                           | Amichevole                                                              | -                                                                       | 80’                                                                     |
| 13-6-2010                                                               | Polokwane                                                               | Algeria                                                                 | 0 – 1                                                                   | Slovenia                                                                | Mondiali 2010 - 1º turno                                                | -                                                                       | 87’ 90’                                                                 |
| 18-6-2010                                                               | Johannesburg                                                            | Slovenia                                                                | 2 – 2                                                                   | Stati Uniti                                                             | Mondiali 2010 - 1º turno                                                | -                                                                       | 90+4’                                                                   |
| Totale                                                                  |                                                                         | Presenze                                                                | 43                                                                      |                                                                         | Reti                                                                    | 0                                                                       |                                                                         |